# Byrte
Byrte, Borte eller Börte, född 1161, död 1230 var Djingis khans första och officiella fru. Byrte var dotter till Dei-sechen och Chotan och de tillhörde klanen Ongirad. Hon gifte sig med Djingis khan när hon var sjutton år enligt vad som var bestämt sedan sju år tidigare mellan deras fäder Yesugei och Dei-sechen.
Byrte blev kidnappad av Merkiterna som en hämnd för att Djingis khans mor Höelun tidigare blivit stulen från Meriterna av Yesugei. Djingis khan räddade Byrte från fångenskapen där hon blev gravid, och födde därefter sin första son Jochi. Byrte födde senare även sönerna Tjagatai, Ögödei och Tolui. Byrte födde även fem döttrar till Djingis khan.